# Heinz-Körper

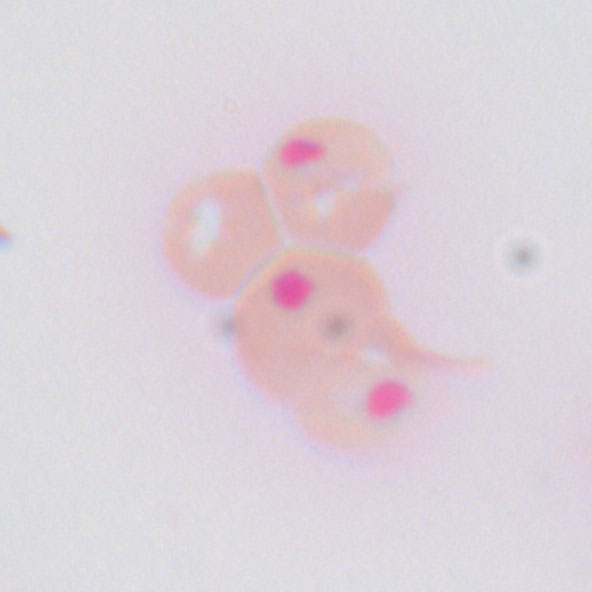
Heinz-Körper im Blut einer Katze

Heinz-Körper (Syn. Heinz-Innenkörperchen, Heinz-Ehrlich-Körper, Heinz-Blaukörper) sind mikroskopisch sichtbare Verklumpungen des roten Blutfarbstoffs (Hämoglobin) in den roten Blutkörperchen (Erythrozyten). Hierbei kommt es zu einer oxidativen Denaturierung dieses Eiweißes. Dieses veränderte Hämoglobin bildet Klumpen (Aggregate), die sich an der inneren Zellmembran der Erythrozyten anlagern.
Heinz-Körper führen zu einer direkten Schädigung der Erythrozyten und senken ihre Lebenszeit, da die veränderten Erythrozyten in der Milz ausgesondert und abgebaut werden. Eine Ausnahme stellen Katzen dar, da bei ihnen die Milz offenbar nicht in der Lage ist, Erythrozyten mit Heinz-Körpern zu eliminieren. Bei Katzen sind daher Heinz-Körper nicht immer mit einer hämolytischen Anämie verbunden und ein gewisser Anteil derart veränderter Erythrozyten im Blut physiologisch.

## Vorkommen
Heinz-Körper kommen bei Vergiftungen mit allen Nitro- und Anilinabkömmlingen, Enzymdefekten der Erythrozyten (z. B. Glucose-6-Phosphat-Dehydrogenase-Mangel), α-Thalassämie und Hämoglobinopathien (z. B. Hämoglobin-Köln-Krankheit) vor.